# Klösterle
Klösterle är en ort och kommun i distriktet Bludenz i förbundslandet Vorarlberg i Österrike.
Kommunen består av två orter (Ortschaften) (inom parentes invånarantal 1 januari 2024):
- Klösterle (587)
- Stuben (103)